# 東京新幹線運輸区
東京新幹線運輸区（とうきょうしんかんせんうんゆく）は、東京都千代田区にある東日本旅客鉄道（JR東日本）新幹線統括本部の運転士・車掌が所属する組織である。
かつては車両検修組織（車両配置なし）として上野新幹線第一運転所があった。同所は東京新幹線車両センターに改称され、運転職場の上野新幹線「第二」運転所だけが残っている状態が長く続いた。
設立当初は東海道新幹線を担当する東京第一運転所（現在のJR東海東京第一運輸所など）からも要員が派遣された。中には分割民営化直前に東海道新幹線に戻った乗務員もいた。
2021年ダイヤ改正をもって上野新幹線第二運転所と丸の内車掌区の新幹線車掌部門を統合し、東京新幹線運輸区が発足、所在地も上野から東京へ移転した。

## 乗務範囲
- 東北新幹線：東京駅〜新青森駅間（運転士は盛岡駅まで）
- 上越新幹線：東京駅〜新潟駅間
- 北陸新幹線：東京駅〜長野駅間